# Andy Gomarsall

a Compétitions nationales et continentales officielles uniquement.

b Matchs officiels uniquement.
Dernière mise à jour le 26 janvier 2017.
Andy Gomarsall, né le 24 juillet 1974 à Durham (Angleterre), est un joueur international anglais de rugby à XV jouant au poste de demi de mêlée.

## Biographie
Il honore sa première cape internationale en équipe d'Angleterre le 23 novembre 1996 contre l'équipe d'Italie.

## Statistiques en équipe nationale
- 35 sélections
- 37 points (6 essais, 1 drop, 2 transformations)
- Sélections par année : 2 1996, 4 en 1997, 1 en 2000, 2 en 2002, 6 en 2003, 8 en 2004, 10 en 2007, 2 en 2008.
- Tournois des cinq/six nations disputés : 1997, 2000, 2003, 2004, 2008
- En coupe du monde :
  - 2003 : 2 sélections (Géorgie, Uruguay), 2 essais
  - 2007 : 6 sélections
- Équipe d'Angleterre A : 2 sélections en 2005

## Palmarès

### En club
- Vainqueur de la coupe d'Angleterre : 1999, 2003

### En équipe nationale
- Vainqueur du tournoi des six nations : 2000, 2003
- Vainqueur de la coupe du monde en 2003
- Finaliste de la coupe du monde en 2007